# Karwia (gromada)
Karwia (od 1 I 1960 Jastrzębia Góra) – dawna gromada, czyli najmniejsza jednostka podziału terytorialnego Polskiej Rzeczypospolitej Ludowej w latach 1954–1972.
Gromady, z gromadzkimi radami narodowymi (GRN) jako organami władzy najniższego stopnia na wsi, funkcjonowały od reformy reorganizującej administrację wiejską przeprowadzonej jesienią 1954 do momentu ich zniesienia z dniem 1 stycznia 1973, tym samym wypierając organizację gminną w latach 1954–1972.
Gromadę Karwia z siedzibą GRN w Karwi (w latach 1973–2014 w granicach Władysławowa) utworzono – jako jedną z 8759 gromad na obszarze Polski – w powiecie wejherowskim w woj. gdańskim na mocy uchwały nr 26/III/54 WRN w Gdańsku z dnia 5 października 1954. W skład jednostki weszły obszary dotychczasowych gromad Karwia i Ostrowo ze zniesionej gminy Strzelno oraz dotychczasowej gromady Karwieńskie Błoto ze zniesionej gminy Krokowa w tymże powiecie. 
13 listopada 1954 (z mocą obowiązującą od 1 października 1954) gromada weszła w skład nowo utworzonego powiatu puckiego w tymże województwie, gdzie ustalono dla niej 11 członków gromadzkiej rady narodowej.
1 stycznia 1960 do gromady Karwia włączono miejscowości Tupadła, Rozewie, Jasne Wybrzeże i Jastrzębia Góra ze zniesionej gromady Mieroszyno w tymże powiecie, natomiast z gromady Karwia wyłączono miejscowości Karwieńskie Błoto I i Karwieńskie Błoto II włączając je do gromady Krokowa tamże, po czym gromadę Karwia zniesiono, przenosząc siedzibę GRN Karwia do miejscowości Jastrzębia Góra i zmieniając nazwę jednostki na gromada Jastrzębia Góra.